# Stevie Vann
Stevie Vann est une chanteuse de musique rock née en Afrique australe mais ayant surtout fait carrière au Royaume-Uni. Elle est connue comme ayant été choriste pour plusieurs chanteurs et plusieurs groupes dans les années 1980 et 1990.

## Biographie
Stevie Vann est née au milieu des années 1950 à Mufulira, petit village de la Rhodésie du Nord (aujourd'hui Zambie) situé près de la frontière congolaise. Son père travaillait dans une mine de cuivre de l'endroit et sa mère était médecin. Leur vrai nom était van Kerken.
Avec l'encouragement de ses parents, Stevie commence à jouer du piano dès l'âge de 6 ans. À 12 ans, elle chante déjà dans un orchestre de danse. À 16 ans, alors que ses parents viennent de déménager en Afrique du Sud, elle a l'autorisation de participer à une émission de télévision de style Go-Go, où elle chante et danse. Elle fréquente alors la même école que son futur mari et producteur, Mutt Lange, avec qui elle forme un groupe nommé Hocus. Ils font plusieurs spectacles, réalisent deux disques et Mutt crée sa première maison de production. Cette même année, Stevie remporte le trophée de meilleur vocaliste d'Afrique du Sud. C'est l'acteur Peter Sellers qui le lui remet.
Peu après leur mariage, le couple emménage au Royaume-Uni où il entame une nouvelle carrière. En 1974, Stevie rencontre Dave Dee et forme avec lui le groupe Stephen qui réalise un premier microsillon, Right On Running Man, produit par Mutt Lange. Celui-ci devient bientôt le producteur du groupe Def Leppard, et Stevie est engagée comme l'une de leurs choristes. Par la suite, elle travaille également pour Manfred Mann dans les albums Watch et Angel Station. Elle rencontre alors le musicien Chris Thompson et forme avec lui le groupe Night. Deux albums du groupe seront réalisés en 1979 et 1980, Night et Long Distance. C'est avec eux qu'elle fait une petite prestation dans le film Le Club des monstres en 1981.
Dans les années 1980, Stevie Vann poursuit une belle carrière malgré son divorce avec Lange. Night fait une tournée américaine avec le groupe The Doobie Brothers puis se sépare en 1983. Par la suite, pendant cinq ans, elle est membre de la chorale de James Last avec Vicki Brown, Madeleine Bell, Jimmy Chambers, George Chandler et Jimmy Holmes. Le groupe est surnommé le London Beat.
Entretemps, la chanteuse prête sa voix à de nombreux artistes, soit pour l'enregistrement d'albums, soit pour différentes tournées. Citons entre autres Gang Of Four, Tears for Fears, Rick Wakeman, Jim Capaldi et Ray Charles. Pendant deux ans, elle est membre d'une tournée d'Elton John. Dans les années 1990, elle poursuit le même genre de carrière avec Billy Ocean, Joe Cocker, Chaka Khan, Dave Stewart, Bryan Adams et Tina Turner. Avec Ray Charles, elle enregistre également l'album Sting Love Affair en 1996.
En 1995, Stevie Vann enregistre son propre album sur Silverstone Records, produit par Mutt Lange et intitulé Stevie Vann. Bryan Adams chante sur Prove It. L'une des chansons de l'album, If Walls Could Talk, sera plus tard reprise par Céline Dion en 1997.

## Discographie

### Solo
Album
- Stevie Vann (Silverstone Records), 1995)

45 tours
- Don't Want to Cry No More (juin 1979)
- Remember My Name (1981)

### Avec Stephen
- Right On Running Man (Warner Bros, 1974)

### Avec Night
- Night (1979)
- Long Distance (1980)

### Albums où elle apparaît comme choriste
- Lamb : Sign Of Change (1970)
- Goodies : Nothing To Do With Us (1976)
- Crawler : Crawler (1977)
- Graham Bennett : Graham Bennett (1977)
- Manfred Mann : Watch (1978)
- Colin Blunstone : Night In Soho (1979)
- Noel McCalla : Night Time Emotion (1979)
- Manfred Mann : Angel Station (1979)
- Jim Capaldi : Fierce Heart (1980)
- Planet 10 : Night (1980)
- Trevor Robin : Wolf (1981)
- Gang Of Four : Songs For The Free (1982)
- Wham : Fantastic (1983)
- Jim Capaldi : One Man Mission (1984)
- Rick Wakeman : 1984 (1984)
- The Comsat Angels : 7 Day Week (1985)
- Chris Thompson : High Cost Of Living (1986)
- Johnny Hates Jazz : Turn Back To Clock (1987)
- The Adventures : Sea Of Love (1988)
- The Mighty Lemon Drops : Laughter (1989)
- Jimmy Somerville : Read My Lips (1989)
- Gang Of Four : Brief History Of The 2oth Century (1990)
- The Kinsey Report : Powerhouse (1991)
- Donna De Lory : Donna De Lory (1992)
- UFO : Hight Stakes And Dangerous Men (1992)
- Mick Ralphs : Take This', (1995)
- UFO : Highstake/Dangerous Men (1996)
- Ray Charles : Strong Love Affair (1996)
- Swing Out Sister : Shake And Patterns (1997)
- Evelyn Thomas : I Wanna Make It On My Own (1997)
- Gang Of Four : 100 Flowers Bloom (1999)
- Tears for Fears : Songs From The Big Chair (avec bonus) (1999)
- Def Leppard : 20th Century Boy (2004)